# Hattíni csata
A hattíni csata a keresztes háborúk egyik legfontosabb csatája volt, amely 1187. július 4-én zajlott le a Guidó jeruzsálemi király vezette keresztény és a Szaladin egyiptomi szultán vezette iszlám seregek között a Szentföldön, „Hattín szarvai”-nál, Tibériás városától kb. 10 km-re nyugatra. A csata a muszlimok elsöprő győzelmével zárult. Jeruzsálem haderejének nagy része ott veszett az ütközetben, így a csata lényegében egyenes úton vonta maga után Jeruzsálem elestét. A hattíni ütközet után bizonyosodott be Európa számára is, hogy Szaladin személyében a kor legtehetségesebb hadvezérével állnak szemben.

## A csata előzményei

### A Jeruzsálemi Királyság belső megosztottsága
Az I. keresztes hadjáratot követően a Szentföldön létesült fiatal keresztény államok a muzulmánok folyamatos támadásainak voltak kitéve. A 12. század második felében, a II. keresztes hadjáratot követően a muzulmán ellentámadás-akciók megsokasodtak. Szaladin fellépésével egy muzulmán egység réme kezdte fenyegetni a Jeruzsálemi Királyságot, amit ezzel párhuzamosan egyre nagyobb mértékű belső megosztottság jellemezett.
Ez a belső megosztottság V. Balduin király 1186-ban bekövetkezett korai halálát követően vált nyilvánvalóvá. A megosztottságot képviselő két párt teljesen ellentétes politikai álláspontot képviselt a muzulmánok szentföldi jelenlétével kapcsolatban: III. Rajmund tripoliszi gróf - aki korábban már kétszer is bírta a régensi tisztséget - a köré csoportosuló főurakkal (pl. Ibelin bárói) a békés politika mellett foglalt állást. Velük szemben álltak az erőszakos fellépést sürgetők; így a templomosok, Szibilla hercegnő és férje, Guidó, valamint Châtilloni Rajnald egykori antiochiai fejedelem. Szibillát Herakleiosz pátriárka az egyház támogatásáról is biztosította. Rajmundnak csapdát állítottak; távolléte alatt Szibillát Jeruzsálem királynőjévé koronázták, aki a koronázási szertartás alatt férjét, Guidót tette meg társuralkodójává.

### Muszlim támadások Galilea ellen
Szaladint provokálták az új hatalmi elit, elsősorban Châtillon Rajnald lépései, aki a korábban kötött fegyverszüneti békét megszegve 1186-ban megtámadott egy, a földjén áthaladó óriási muszlim karavánt. A háború elkerülhetetlenné vált. Rajmund saját grófságára és felesége galileai hercegségére is fegyverszünetet kötött Szaladinnal. Guidó már a hercegség központjának számító Tibériás ostromát tervezgette és csak Ibelin Balian közbelépése folytán nem robbant ki polgárháború. A király és Rajmund között nehezen akart a viszony rendeződni. A megegyezés céljából küldöttség indult útnak 1187. április 29-én Jeruzsálemből tíz johannita kíséretében. Közben Szaladin is küldöttséget menesztett Tibériásba azzal a céllal, hogy Rajmund hozzájárulását kérje egy muszlim sereg számára, amely át akart vonulni galileai birtokain. Rajmund bizonyos feltételek mellett ebbe beleegyezett és május elsején kora reggel Kukburí emír 7000 mamelukjával egyetemben elvonult Tibériás falai előtt. Bár a muszlimok ígéretükhöz híven Rajmund tartományában nem tettek kárt és még aznap este visszatértek Tibériás alá; lándzsáikra a visszaúton a La Fève vár templomos lovagjainak feje volt tűzve. A tragédián Rajmund is megdöbbent és semmisnek nyilvánította a Szaladinnal kötött egyezséget. Ibelini Balián közvetítése folytán hűséget esküdött Guidónak és visszatért Jeruzsálembe.
1187 júniusának végén a szultán megtámadta Tibériás várát, ahol Rajmund felesége, Eschiva grófné tartózkodott, aki azonnal hírnököt menesztett a jeruzsálemi seregekhez, hogy siessenek a város védelmére. Szaladin erre várt. A király Akkóban tanácskozott az egyesült keresztes seregek parancsnokaival, ahonnan Szaffurija irányába vonultak tovább. Rajmund rámutatott, hogy míg a muszlim sereg vízellátása jó a Genezáreti-tó adta lehetőségek folytán, addig a keresztény sereg a hőségben előnytelen helyzetbe kerülhet, így egyelőre nem tanács támadást indítani. A lovagok többsége egyetértett Rajmunddal, de Châtilloni Rajnald és Gérard nagymester árulással vádolták. A király elrendelte a sereg továbbvonulását Tibériás alá.

## A csata és következményei
A keresztesek 1187. július 3-án, még napfelkelte előtt indultak útnak, hogy minél nagyobb távot tudjanak megtenni, mielőtt a nap "gyilkos" sugarai elérnék őket. Ettől függetlenül - mivel nem hoztak magukkal elegendő vizet - teljesen kimerültek. Szaladin erre a pillanatra várt. Serege előbukkant a hegyek takarásából és megtámadta a keresztényeket. Bár a keresztények nem számítottak támadásra, az első rohamot - elsősorban íjpuskásaiknak köszönhetően - visszaverték. Ekkor egy közeli forrás felé vették az irányt. Szaladin ezt látva kisebb csapatot küldött a keresztesek és a víz közé. Bár Guidónak az javasolták, hogy támadja meg az előtte lévő sereget, mindenki megdöbbenésére táborverésre adta ki a parancsot, mivel gyalogosai már alig tudtak mozogni a fáradtságtól. Így a sereg az estét a skorpióktól és kígyóktól hemzsegő völgyben töltötte. Szaladin csak reggel adott parancsot a támadásra. Hajnalra a keresztény sereg fegyelme már olyan rossz volt, hogy a felbomlás küszöbén állt. A gyalogosok nagy része (a lovát vesztett lovagokkal együtt) szétszóródott víz után kutatva, mások a szomjhaláltól félve átálltak az ellenség oldalára. A szenvedéseket tetőzte, hogy Szaladin parancsára a szaracén katonák felgyújtották körülöttük a bozótokat, így a füst csípte a katonák szemét. Rajmund gróf ekkor úgy határozott, hogy katonáival kiválik a királyi hadseregből és megpróbál kitörni Hattin felé. A kitörés sok áldozattal járt, de sikeres volt. Azonban az így meggyengült királyi had sorsa meg lett pecsételve, mert gyalogosoknak védelem nélkül nem maradt esélyük a győzelemre. A szaracénok először nyílzáport zúdítottak rájuk, majd kézitusában felmorzsolták a sereg maradékát. Guidó király, Gérard de Rideford templomos nagymester, Châtilloni Rajnald és több főnemes is fogságba esett.

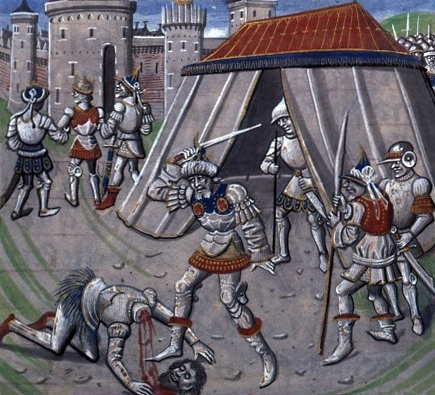
Szaladin lefejezi Châtilloni Rajnaldot

Guidót és Rajnaldot Szaladin elé vezették. Guidó szomjúságra panaszkodott, Szaladin ekkor adott neki egy pohár rózsavizet. Guidó ivott belőle, majd átadta a kelyhet Rajnaldnak. Ekkor Szaladin kihúzta kardját és lecsapta Rajnald fejét. Az arab hagyomány szerint ha egy foglyot étellel vagy itallal kínálnak, meg kell hagyni az életét. Azonban Szaladin nem adott engedélyt Rajnaldnak arra, hogy igyon a kehelyből. A tett oka abban is keresendő, hogy a muzulmánok mély gyűlölettel viseltetettek Rajnalddal szemben, mivel az korábban rendre felrúgta a keresztények és muzulmánok közti békefeltételeket; többek közt karavánokat támadott meg és fosztogatott. Szaladin nem csak uralkodóként, hanem személyesen is érintett volt Rajnald vérengzéseiben, mivel - egyes források szerint - egyik alkalommal a szultán húga is áldozatul esett, aki egy karavánnal tartott hazafelé.
Miután a szultán végzett Rajnalddal, megnyugtatta az ijedt királyt:
Királyok nem ölnek királyokat. Rajnald gonosz ember volt, megérdemelte halálát.
Szaladin tehát nem végezte ki Guidót, de sokáig fogságban tartotta és megalázta több főnemessel együtt. A csata fölényes egyiptomi győzelemmel végződött. A muszlimok még a Szent Kereszt-ereklyetartót is elkobozták, mely Jézus Krisztus keresztfájának egy darabját tartalmazta. A győzelem után az egyiptomiak gyorsan megszerezték az uralmat a Szentföld csaknem egésze fölött, szinte ellenállás nélkül, mivel alig maradt katona a városok védelmére. 1187 októberében Jeruzsálem is a szultán uralma alá került.